# Municipio de Caroline
El municipio de Caroline (en inglés: Caroline Township) es un municipio ubicado en el condado de Lonoke en el estado estadounidense de Arkansas. En el año 2010 tenía una población de 5238 habitantes y una densidad poblacional de 114,29 personas por km².

## Geografía
El municipio de Caroline se encuentra ubicado en las coordenadas 34°59′30″N 91°58′14″O / 34.99167, -91.97056. Según la Oficina del Censo de los Estados Unidos, el municipio tiene una superficie total de 45.83 km², de la cual 45.72 km² corresponden a tierra firme y (0.25%) 0.11 km² es agua.

## Demografía
Según el censo de 2010, había 5238 personas residiendo en el municipio de Caroline. La densidad de población era de 114,29 hab./km². De los 5238 habitantes, el municipio de Caroline estaba compuesto por el 95.38% blancos, el 1.28% eran afroamericanos, el 0.71% eran amerindios, el 0.36% eran asiáticos, el 0.06% eran isleños del Pacífico, el 0.61% eran de otras razas y el 1.6% pertenecían a dos o más razas. Del total de la población el 3.25% eran hispanos o latinos de cualquier raza.